# Tajik League 2018
De Tajik League 2018 is het 27e seizoen van het voetbalkampioenschap van Tadzjikistan (Ligai olii Toçikiston).
Het hoogste niveau bestaat uit acht voetbalclubs en er wordt gevoetbald van het voorjaar tot en met het najaar. Titelhouder van vorige seizoen is Istiqlol Dushanbe.

## Teams
| Team                | Locatie    | Stadion                        | Capaciteit |
| ------------------- | ---------- | ------------------------------ | ---------- |
| Barkchi             | Hisor      | Central Stadium                | 24,000     |
| CSKA Pomir Dushanbe | Dushanbe   | CSKA Stadium                   | 7,000      |
| Istiqlol Dushanbe   | Dushanbe   | Central Republican Stadium     | 24,000     |
| FC Khatlon          | Kulob      | Central Stadium                |            |
| Khujand             | Khujand    | 20-Letie Nezavisimostistadion  | 20,000     |
| Kuktosh             | Rudaki     | Rudaki Stadium                 |            |
| Panjshir            | Balkh      | Panjshir Uktam Mamatova        | 8,500      |
| Regar-TadAZ         | Tursunzoda | Stadium Metallurg 1st District | 20,000     |

## Stand
| Pos | Team                  | Wed | W  | G | V  | Ptn | DV | DT | +/− | Kwalificatie of degradatie                |
| --- | --------------------- | --- | -- | - | -- | --- | -- | -- | --- | ----------------------------------------- |
| 1   | Istiqlol Dushanbe (C) | 21  | 16 | 3 | 2  | 51  | 36 | 16 | +20 | AFC Champions League 2019 Play offs       |
| 2   | Khujand               | 21  | 14 | 4 | 3  | 46  | 42 | 20 | +22 |                                           |
| 3   | Kuktosh               | 21  | 9  | 3 | 9  | 30  | 31 | 32 | −1  |                                           |
| 4   | Regar-TadAZ           | 21  | 8  | 4 | 9  | 28  | 27 | 26 | +1  |                                           |
| 5   | FC Khatlon            | 21  | 7  | 4 | 10 | 25  | 27 | 29 | −2  |                                           |
| 6   | CSKA Pamir Dushanbe   | 21  | 5  | 9 | 7  | 24  | 24 | 33 | −9  |                                           |
| 7   | Panjshir              | 21  | 4  | 6 | 11 | 18  | 16 | 29 | −13 | Degradatie Play offs                      |
| 8   | Barki Tajik           | 21  | 4  | 1 | 16 | 13  | 16 | 34 | −18 | Degradatie naar Tajik First Division 2019 |

## Resultaten

### Ronde 1-14
| Thuis \ Uit       | BTD | CPD | IST | KHA | KJD | KUK | PAN | RZD |
| ----------------- | --- | --- | --- | --- | --- | --- | --- | --- |
| Barkchi           |     | 0–1 | 0–1 | 1–0 | 0–1 | 2–3 | 1–2 | 0–0 |
| CSKA Pamir        | 1–0 |     | 1–2 | 2–1 | 3–3 | 0–0 | 0–0 | 0–3 |
| Istiqlol Dushanbe | 2–1 | 3–3 |     | 3–1 | 1–0 | 2–0 | 1–0 | 2–1 |
| Khatlon           | 1–0 | 0–1 | 1–3 |     | 1–2 | 1–1 | 1–0 | 2–0 |
| Khujand           | 3–1 | 4–0 | 4–3 | 2–1 |     | 2–0 | 4–0 | 2–1 |
| Kuktosh           | 1–0 | 2–1 | 0–2 | 4–2 | 1–3 |     | 3–2 | 1–1 |
| Panjshir          | 2–0 | 1–1 | 0–0 | 1–1 | 0–0 | 1–2 |     | 0–2 |
| Regar-TadAZ       | 2–1 | 2–2 | 1–2 | 1–3 | 1–1 | 1–0 | 3–1 |     |

### Ronde 15-21
| Thuis \ Uit       | BTD | CPD | IST | KHA | KJD | KUK | PAN | RZD |
| ----------------- | --- | --- | --- | --- | --- | --- | --- | --- |
| Barkchi           |     | 2–1 | 0–2 |     |     | 1–3 |     | 3–2 |
| CSKA Pamir        |     |     |     | 3–3 |     |     | 1–1 | 0–2 |
| Istiqlol Dushanbe |     | 0–1 |     |     | 1–0 |     |     | 2–0 |
| Khatlon           | 1–2 |     | 1–1 |     | 4–2 | 1–0 |     |     |
| Khujand           | 3–0 | 0–0 |     |     |     | 3–1 |     |     |
| Kuktosh           |     | 4–2 | 2–3 |     |     |     | 2–0 | 1–2 |
| Panjshir          | 2–1 |     | 0–2 | 2–0 | 1–2 |     |     |     |
| Regar-TadAZ       |     |     |     | 0–2 | 0–1 |     | 2–0 |     |

## Topscores
| Rank | Spelers            | Club                | Doelpunten |
| ---- | ------------------ | ------------------- | ---------- |
| 1    | Sheriddin Boboev   | Istiqlol Dushanbe   | 12         |
| 2    | Jahongir Ergashev  | Khujand             | 9          |
| 2    | Farkhod Tokhirov   | Khujand             | 9          |
| 2    | Navruz Rustamov    | Khatlon/Regar-TadAZ | 9          |
| 5    | Dilshod Vasiev     | Istiqlol Dushanbe   | 6          |
| 5    | Karomatullo Saidov | Khatlon             | 6          |

## Hattricks
| Speler           | Voor    | Tegen   | Resultaat | Datum            |
| ---------------- | ------- | ------- | --------- | ---------------- |
| Umarjon Sharipov | Khatlon | Khujand | 4-2       | 7 november 2018  |
| Farkhod Tokhirov | Khujand | Kuktosh | 3-1       | 11 november 2018 |

1992 · 1993 · 1994 · 1995 · 1996 · 1997 · 1998 · 1999 · 2000 · 2001 · 2002 · 2003 · 2004 · 2005 · 2006 · 2007 · 2008 · 2009 · 2010 · 2011 · 2012 · 2013 · 2014 · 2015 · 2016 · 2017 · 2018 · 2019 · 2020 · 2021 · 2022 · 2023 · 2024 · 2025
Chatlon · 
Choedzjand ·
CSKA Pomir · 
Doesjanbe-83 · 
Fajzdjand · 
Istaravshan · 
Istiklol · 
Koektosj Rudaki · 
Lokomotiv Pomir · 
Regar-TadAZ